# BIRTH
《BIRTH》是日本男子偶像團體KAT-TUN第17張單曲。2011年11月30日發售。出版商是J-One Records。

## 解説
- 主打歌「BIRTH」是成員龜梨和也所主演的電視劇妖怪人間貝姆的片尾曲。
- 收錄在初回限定盤2及通常盤中的「STAR RIDER」，是KAT-TUN所代言的鈴木「新型SOLIO BLACK & WHITE」系列電視廣告歌曲。

## 收錄歌曲

### 初回限定盤1
1. BIRTH
作詞：Sean-D、作曲：Janne Hyoty・DAICHI・Paul Oxley 、編曲：Billy Marx Jr.
  - 「妖怪人間貝姆」主題歌

DVD
BIRTH （Music Video及其製作片段）

### 初回限定盤2
1. BIRTH
2. STAR RIDER
作詞：ISHU・JOKER、作曲、編曲：Stephan Elfgren
  - 鈴木「新型SOLIO BLACK & WHITE」廣告曲。

### 通常盤
1. BIRTH
2. STAR RIDER
3. ACT ON EMOTION 
作詞：JamMush・JOKER、作曲、編曲：Carl　Utbultbult・Oskar Oersson
4. BABY B MINE
作詞：miwa*、作曲：Jorge Mhondera・Paul Drew・Greig Watts・Pete Barringer、編曲：Hiroshi Okazaki
5. BIRTH (伴唱版本)
6. STAR RIDER (伴唱版本)
7. ACT ON EMOTION (伴唱版本)
8. BABY B MINE (伴唱版本)